# Hongge'er (socken i Kina, lat 44,68, long 112,24)
Hongge'er (kinesiska: 洪格尔, 洪格尔苏木) är en socken i Kina. Den ligger i den autonoma regionen Inre Mongoliet, i den norra delen av landet, omkring 430 kilometer norr om regionhuvudstaden Hohhot.
Genomsnittlig årsnederbörd är 228 millimeter. Den regnigaste månaden är juli, med i genomsnitt 50 mm nederbörd, och den torraste är januari, med 2 mm nederbörd.